# Desperation
Desperation este un roman de groază de Stephen King publicat inițial în 1996 de editura Viking. A fost adaptat în 2006 într-un film omonim de televiziune cu Ron Perlman, Tom Skeritt și Steven Weber.

## Ecranizări
- Desperation sau Stephen King's Desperation[2], 2006, regia Mick Garris cu Ron Perlman (în rolul Collie Entragian), Tom Skerritt, Steven Weber și Annabeth Gish.